# Schefflera barbata
Schefflera barbata är en araliaväxtart som beskrevs av Philipson. Schefflera barbata ingår i släktet Schefflera och familjen araliaväxter. Inga underarter finns listade.